# Erebus caliginea
Erebus caliginea là một loài bướm đêm trong họ Erebidae.